# Giuseppe Verdi
Giuseppe Fortunino Francesco Verdi (AFI: [d͡ʒuˈzɛppe ˈverdi]; Roncole, 10 de outubro de 1813 – Milão, 27 de janeiro de 1901), mais conhecido apenas por Verdi, foi um compositor italiano de óperas do período romântico. Sendo na época considerado o maior compositor nacionalista da Itália e um dos mais influentes do século XIX, assim como Richard Wagner (1813–1883) na Alemanha.
Suas obras são executadas com frequência em casas de ópera em todo o mundo e, transcendendo os limites do gênero, alguns de seus temas já estão há muito enraizados na cultura popular - como "La donna è mobile", de Rigoletto, "Va, pensiero" (Coro dos Escravos Hebreus) de Nabucco, "Libiamo ne' lieti calici" (Valsa do Brinde) de La Traviata e a "Gloria al Egito e ad Iside" (Marcha Triunfal) de Aida. Embora sua obra tenha sido algumas vezes criticada por usar de modo geral a expressão musical diatônica em vez de uma cromática e com uma tendência de melodrama, as obras-primas de Verdi dominam o repertório padrão um século e meio depois de suas composições.

## Biografia
Giuseppe Verdi era filho de Carlo Verdi, dono de uma taberna, e de Luisa Utini. Verdi nasceu na pequena localidade de Roncole, uma pequena vila do município de Busseto, então no departamento de Taro, que fazia parte do Primeiro Império Francês, após a anexação do Ducado de Parma e Piacenza. O registro de batismo, em 11 de outubro, lista-o como tendo "nascido ontem", mas como os dias eram muitas vezes considerados como começando ao pôr-do-sol, isso poderia significar que ele nasceu em 9 ou 10 de outubro. No dia seguinte, foi batizado na igreja católica, e foi registrado em latim como Josephus Fortuninus Franciscus. No dia seguinte (terça-feira), o pai de Verdi levou seu recém-nascido até Busseto, onde o bebê foi registrado como francês com o nome de Joseph Fortunin François. "Assim aconteceu que, para o mundo civil e temporal, Verdi nasceu como sendo um francês".
Quando era criança, os pais de Verdi mudaram-se de Piacenza para Busseto, onde a educação do futuro compositor foi facilitada pelas visitas à grande biblioteca da escola jesuítica local. Também em Busseto, Verdi teve suas primeiras lições de composição.
Verdi mudou-se para Milão quando tinha 20 anos para continuar seus estudos. Ele teve aulas particulares de contraponto enquanto atendia a exibições operísticas, como também concertos, especialmente de música alemã. Todos em Milão estavam convencidos de que Verdi deveria seguir carreira como compositor teatral. Durante a metade da década de 1830, ele apresentou-se nos salões Salotto Maffei em Milão, por convite de Clara Maffei.
Voltando a Busseto, passou a atuar como mestre de capela e maestro da banda, mas isso lhe trouxe muitos inimigos. Posteriormente, com o suporte de Antonio Barezzi, um mercador local e amante da música que lhe proporcionou suporte financeiro para suas ambições musicais em Milão. Com esse suporte, Verdi apresentou-se pela primeira vez em público na casa de Barzzi, em 1830.
Graças ao amor de Verdi a música, Barezzi enviou Verdi para ser o professor musical de sua filha, Margherita, e os dois acabaram se apaixonando. Eles casaram-se em 4 de maio de 1836 e Margherita deu à luz duas crianças, Virginia Maria Luigia (26 de março de 1837 - 12 de agosto de 1838) e Icilio Romano (11 de julho de 1838 - 22 de outubro de 1839). Ambos morreram na infância, enquanto Verdi trabalhava em sua primeira ópera (Oberto) e Margherita acabou falecendo em 18 de junho de 1840, com apenas 27 anos, enquanto ele compunha sua segunda ópera, Un Giorno di Regno. Verdi acabou devastado pela morte precoce de sua esposa e dos seus dois filhos e prometeu que não voltaria a compor.

### Reconhecimento inicial
A produção de sua primeira ópera, Oberto, foi feita no Teatro alla Scala de Milão em novembro de 1839, alcançando pouco sucesso. Após a produção, Bartolomeo Merelli, empresário do Teatro alla Scala, ofereceu a Verdi um contrato de mais dois trabalhos.
Enquanto ele trabalhava em sua segunda ópera, Un Giorno di Regno, sua esposa faleceu. A ópera estreou em setembro de 1840. A ópera foi um fracasso e ele caiu em desespero e prometeu que não iria mais compor. No entanto, Merelli persuadiu-o a escrever Nabucco, sendo apresentada em março de 1842, fazendo do compositor famoso em Milão. Diz a lenda que a letra da famosa canção "Va Pensiero" que inspirou Verdi a voltar a compor.
Um grande número de óperas - 14 no total - foram compostas na década após 1843, um período que Verdi descreveu como seus "melhores anos". Nesse período, ele compôs I Lombardi (1843) e Ernani (1844). Para muitos, a mais original e importante ópera de Verdi escrita foi Macbeth, em 1847. Pela primeira vez, Verdi fez uma ópera sem uma história de amor, quebrando com a tradição de óperas italianas do século XIX. Em 1847, I Lombardi, que foi revisada e renomeada para Jerusalem, foi produzida pela Ópera de Paris.

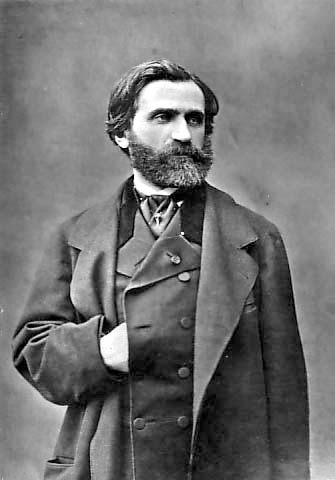
Verdi.

Em algum momento da década de 1840, após a morte de Margherita Barezzi, Verdi iniciou um romance com Giuseppina Strepponi, uma soprano já no crepúsculo da carreira. A sua coabitação antes do casamento foi vista como escândalo em alguns dos lugares em que viveram. Verdi e Giuseppina casaram-se em 29 de agosto de 1859, em Collonges-sous-Salève, perto de Genebra. Em 1848, enquanto vivia com Strepponi em Busseto, Verdi comprou uma propriedade a duas milhas da cidade. Inicialmente, os seus pais viviam ali, mas, após a morte de sua mãe, em 1851, ele fez de Villa Verdi Sant'Agata, em Villanova sull'Arda, a sua casa até morrer.
Quando os anos de afastamento social chegaram ao fim, Verdi criou uma de suas maiores obras-primas, Rigoletto, que estreou em Veneza em 1851. Baseado em uma peça de Victor Hugo (Le roi s'amuse), o libreto teve que passar por revisões substanciais a fim de satisfazer a censura da época. Por várias vezes, o compositor esteve a ponto de desistir da empreitada. A ópera rapidamente se tornou um grande sucesso. Com Rigoletto, Verdi criou a sua ideia original do drama musical como um coquetel de elementos heterogêneos, encarnando a complexidade social e cultural e fazendo uma mistura de comédia e tragédia. As outras duas maiores óperas de Verdi foram compostas nesse período: em 1853 Il trovatore, sendo produzida em Roma e La Traviata, em Veneza. La Traviata tornou-se uma das óperas mais populares de Verdi, sendo uma das mais interpretadas em todo o mundo, até hoje.

## Últimas composições
Entre 1855 e 1867, Verdi continuou a compor grandes óperas, inseriu em sua lista: Un ballo in maschera (1859), La forza del destino (feita para o Teatro Imperial de São Petersburgo para 1861, mas não apresentada até 1862) e a versão revisada de Macbeth (1865). Outras, com menos produções na época: Les vêpres siciliennes (1855) e Don Carlo (1867), ambas feitas para a Ópera de Paris e inicialmente em francês. Atualmente, essas últimas são mais interpretadas na revisão em italiano. Simon Boccanegra foi composta em 1857.
Em 1869, Verdi foi convidado, junto a outros compositores, a compor uma seção para uma missa de réquiem em memória de Gioachino Rossini. Aquele réquiem foi composto e completo, mas teve sua apresentação cancelada no último minuto (e não foi interpretado durante a vida do compositor). Verdi responsabilizou a falta de entusiasmo para o projeto do maestro que iria conduzi-lo, Angelo Mariani, que era amigo de longa data de Verdi. O episódio levou-os a uma permanente quebra de relações pessoais. A soprano, Teresa Stolz (que posteriormente tornou-se uma grande profissional e teve um romance com Verdi), era, naquela época, cogitada a casar com Mariani, mas ela o deixou pouco depois. Cinco anos mais tarde, Verdi revisou sua parte "Libera Me" do Requiem para Rossini e fez dessa revisão parte do seu próprio Requiem, honrando o famoso romancista e poeta Alessandro Manzoni, que morreu em 1873. O Requiem completo foi apresentado pela primeira vez na Catedral de Milão, em 22 de maio de 1874.
Sobre a grande ópera Aida, de Verdi, muitos pensam que foi pedida para a celebração da abertura do canal de Suez em 1869, mas de acordo com um grande crítico, Verdi recusou o convite do quediva para escrever uma "ode" para a nova casa de ópera, que fazia parte das festividades da abertura do canal. A casa de ópera na verdade foi inaugurada com uma produção de Rigoletto. Posteriormente, em 1869/70, os organizadores questionaram novamente Verdi (que nessa época, estava pensando em escrever uma ópera), mas novamente ele recusou. Quando eles avisaram que iriam pedir a Charles Gounod e ameaçaram se envolver com Richard Wagner, Verdi começou a mostrar interesse, e o acordo foi assinado em 1870.
Teresa Stolz foi associada com Aida e o Requiem (como também, um grande número de outras obras de Verdi). O papel de Aida foi escrito para ela, mas ela não apareceu na première da ópera, no Cairo em 1871, ela foi Aida na première europeia da ópera, em Milão, em fevereiro de 1872. Ela também foi a solista na primeira produção do Requiem, cantando em outras. Acreditava-se amplamente que ela e Verdi tiveram um romance, depois que ela se separou de Angelo Mariani. Não existe uma certeza sobre esse fato, mas depois da morte de Giuseppina Strepponi, Teresa e Verdi tornaram-se companheiros muito próximos, até a morte.
Verdi e Wagner eram líderes das suas respectivas escolas de música. Eles nunca se conheceram. Os comentários de Verdi sobre a música de Wagner são fortes: "Ele sempre escolhe, desnecessariamente, o caminho não trilhado, tentando fazer com que as pessoas alcancem os melhores resultados", mas na morte de Wagner, Verdi comentou: "Triste, triste, triste! Um nome que deixará uma marca muito forte na história da arte". De todos os comentários de Wagner, sobre Verdi, o mais conhecido é sobre o seu comentário após ouvir o Requiem do compositor italiano. Ele disse: "É melhor não dizer nada!".

## Últimos anos e morte
Nos anos seguintes, Verdi trabalhou na revisão de suas primeiras composições, as mais notáveis são as novas versões de Don Carlo, La forza del destino e Simon Boccanegra.
Otello, baseada na obra de William Shakespeare, com um libreto escrito pelo jovem compositor de Mefistofele, Arrigo Boito, teve sua première em Milão, em 1887. A música é "contínua" e não pode ser facilmente dividida para ser apresentada em concerto. Muitos dizem que essa obra não tem o brilho melódico característico de Verdi, enquanto outros críticos dizem que é a obra-prima trágica de Verdi. Outra diferença é a falta de prelúdio, tão comum ao público Verdiano. Arturo Toscanini tocou como violoncelista na exibição de estreia mundial da obra e tornou-se amigo de Verdi (reverenciando o compositor assim como Beethoven).
A última ópera de Verdi, Falstaff, tendo o libreto também escrito por Boito, foi baseada em The Merry Wives of Windsor de Shakeaspeare e uma tradução de Victor Hugo. Essa ópera teve um sucesso internacional. É uma das supremas óperas cômicas, que mostra a genialidade de Verdi no contraponto.
Em 1894, Verdi compôs um curto balé para a produção francesa de Otello, essa foi sua última composição puramente orquestral. Anos depois, Arturo Toscanini gravou a música para a RCA Victor com a orquestra sinfônica da NBC. Em 1897, Verdi completou sua última composição, uma obra baseada nos textos em latim de Stabat Mater. Essa foi a última das quatro obras sacras que Verdi compôs, Quattro Pezzi Sacri, que podem ser interpretadas juntas ou separadas. A primeira exibição das quatro obras foi em 7 de abril de 1898, na Grande Ópera, em Paris. Os quatro trabalhos são: Ave Maria, Stabat Mater, Laudi alla Vergine Maria e Te Deum.
Em 29 de julho de 1900, o rei Humberto I da Itália foi assassinado, horrorizando o já idoso compositor.
Enquanto estava hospedado no Grande Hotel de Milão, Verdi sofreu um derrame, dia 21 de janeiro de 1901. Ele faleceu seis dias depois, em 27 de janeiro de 1901. Arturo Toscanini conduziu a vasta força de orquestras e coros combinados de toda a Itália no funeral de Verdi, em Milão. Até hoje, foi uma das maiores uniões artísticas (musicais) da história da Itália.

## Papel no Risorgimento
Após a Itália ser unificada, em 1861, muitas das óperas de Verdi foram reinterpretadas como Risorgimento. Começando em Nápoles, em 1859, e se espalhando por toda a Itália, o slogan "Viva VERDI" foi usado como um acróstico de Viva Vittorio Emanuele Re D'Italia (Vitor Emanuel, Rei da Itália), se referindo a Vítor Emanuel II da Itália, então rei da Sardenha.
O Coro dos Hebreus (título para Va, pensiero) foi outra peça que entrou para o folclóre. Antes do corpo de Verdi ser levado até o cemitério, Arturo Toscanini conduziu o coro com 820 cantores, na casa em Miserere, onde Il Trovatore foi apresentado.
Verdi foi eleito como Membro da Câmara dos Deputados em 1861, seguindo um conselho do Primeiro-Ministro Cavour, mas em 1865 ele renunciou ao cargo. Em 1874, ele foi nomeado Senador do Reino, por Vítor Emanuel II da Itália.

## Estilo
Os predecessores que influenciaram Verdi musicalmente foram Gioachino Rossini, Vincenzo Bellini, Giacomo Meyerbeer e, mais notavelmente, Gaetano Donizetti e Saverio Mercadante. Com a exceção de Otello e Aida, que teve a influência de Richard Wagner. Mesmo tendo muito respeito por Charles Gounod, Verdi teve muito cuidado em não aprender nada do compositor francês, quem seus contemporâneos chamavam de maior compositor ainda vivo. Algumas partes de Aida parecem ter uma familiaridade superficial com o compositor russo Mikhail Glinka, a quem Franz Liszt, depois de sua turnê no Império Russo, popularizou na Europa Oriental.
Em toda sua carreira, Verdi raramente usou o Dó agudo da tessitura de tenores, citando que o fato do tenor ter a oportunidade de cantar tal nota o distrai antes e depois do fato. Entretanto, ele compôs uma ária com o Dó agudo tenoril para Duprez em Jérusalem e para Tamberlick na versão original de La forza del destino. Entretanto, atualmente pode-se ouvir tal nota na ária Di quella pira em Il Trovatore, mas essa não está escrita na partitura.
Alguns críticos afirmam que faltaram atenção aos aspectos técnicos de composição em suas obras. Verdi mesmo disse: "De todos os compositores do passado e do presente, eu sou o que menos aprendeu". No entanto, seria incorreto presumir que Verdi subestimou o poder expressivo da orquestra ou falhou em usá-la em toda a capacidade.
Verdi foi um dos primeiros compositores a procurar pacientemente seus talentos particulares. Ele trabalhou junto com seus libretistas e sua expressão dramática foi seu forte. Muitas de suas óperas, especialmente as de 1851 em diante, são um exemplo do repertório padrão. Nenhum outro compositor de ópera italiana conseguiu igualar-se a Verdi, em quesito popularidade, com exceção, talvez, de Giacomo Puccini.

## Lista de óperas
- Oberto, 1839
- Un Giorno di Regno, 1840
- Nabucco, 1842
- I Lombardi nella Prima Crociata, 1843
- Ernani, 1844
- I Due Foscari, 1844
- Alzira, 1845
- Giovanna d'Arco, 1845
- Attila, 1846
- Macbeth, 1847 (1865, versão revisada)
- I Masnadieri, 1847
- Jerusalem, 1847
- Il Corsaro, 1848
- La Battaglia di Legnano, 1849
- Luisa Miller, 1849
- Stiffelio, 1850
- Rigoletto, 1851
- Il Trovatore, 1853
- La Traviata, 1853
- I Vespri Siciliani, 1855
- Aroldo, 1857
- Simon Boccanegra, 1857 (1881, versão revisada)
- Un Ballo in Maschera, 1859
- La Forza del Destino, 1862 (1869, versão revisada)
- Don Carlo, 1867 (1884, versão revisada)
- Aida, 1871
- Otello, 1887
- Falstaff, 1893

## Outras obras
- Seis romanças, 1838
- Requiem, 1874 - (em memória do escritor Alessandro Manzoni).
- Quatro peças sacras, 1898

## Instrumentos
Quando era criança, Giuseppe Verdi costumava tocar na casa dos Barezzi. O instrumento que tocava foi construído por Anton Tomaschek. Giuseppe Verdi era um grande admirador dos pianos de Johann Fritz, tendo utilizado um piano vienense Fritz de 6 pedais desde a criação da sua ópera Rigoletto, em 1851, até à criação da sua ópera Aida, em 1871. Este piano pode ser visitado na Villa Verdi, antiga residência do compositor na Província Placência, em Itália. Em 1857, numa apresentação com vista à inauguração do Teatro A. Galli, em Rimini, Verdi tocou num piano de cauda de Joseph Danckh.

### Gravações
- Richard Burnett. Giuseppe Verdi. Romanza. Fortepian Herschker da década de 1845.